# Gertrud Bindernagel

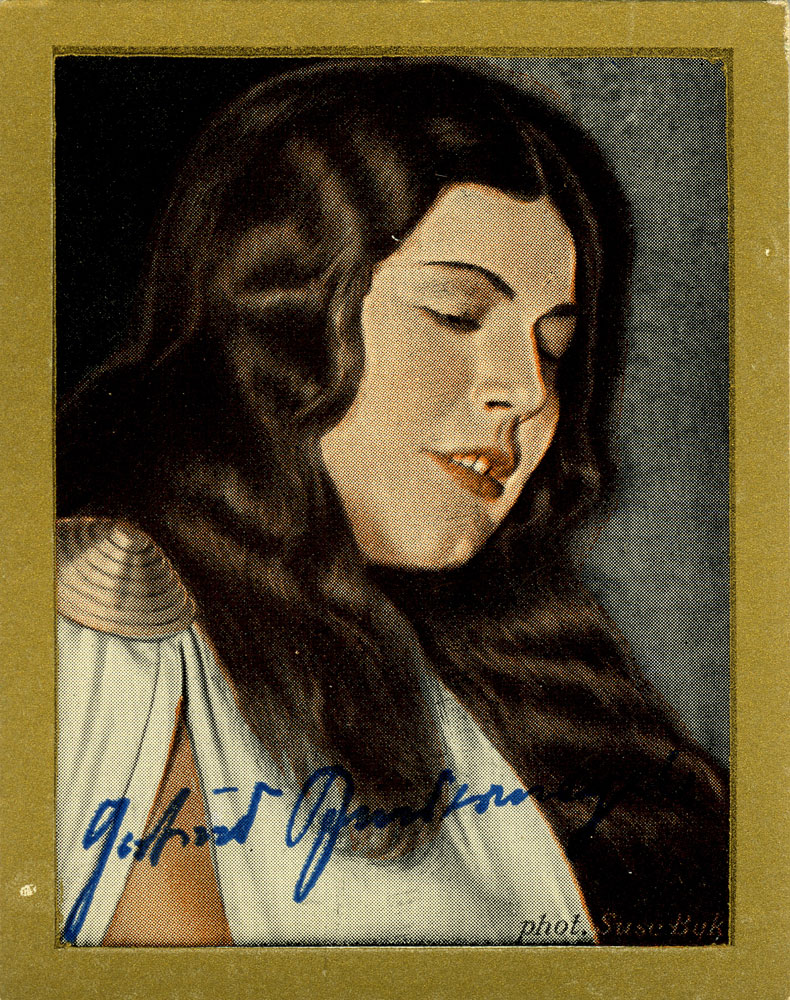
Gertrud Bindernagel.

Gertrud Bindernagel (11 de enero de 1894 en Magdeburgo, Alemania - 3 de noviembre de 1932 en Berlín) fue una soprano alemana, una de las más notables de su era que pereció trágicamente en plenitud de medios.

## Biografía
Se graduó en el Conservatorio de Magdeburgo siendo durante casi dos décadas aprendiz del teatro de su ciudad natal. Se perfeccionó en la Academia de Música de Berlín y entre 1917-1919 cantó en la Ópera de Breslau y de 1919-1920 en el Stadttheater de Regensburg. 
En 1920 fue contratada por la Ópera Estatal de Berlín donde permaneció hasta 1927.
Como soprano wagneriana cantó en Barcelona, Madrid, Amberes, Munich, Hamburgo y Mannheim donde fue artista estable entre 1927 y 1931. 
En 1930 debutó en la Staatsoper de Viena y en 1931 de Opera de Berlín.
Se destacó como Lady Macbeth en Macbeth, Isolda en Tristán e Isolda, Elisabeth y Venus en Tannhäuser, Ortrud en Lohengrin, Leonora de Fidelio, Donna Anna en Don Giovanni, la Mariscala en Der Rosenkavalier, Ariadne en Ariadne auf Naxos, La condesa de Las bodas de Fígaro, Aida, Amelia, Santuzza en Cavalleria Rusticana y Tosca.
Murió asesinada de un disparo por su esposo, el banquero William Hintze, a los 38 años, saliendo del teatro de Charlottenburg después de una representación de Siegfried.
En 1923 fue la solista en la primera grabación de la Sinfonía n.º 2 (Mahler) dirigida por Oskar Fried en Berlín.
Su hermana fue la actriz Alice Bindernagel (1892-1976).